# فینال جام حذفی فوتبال ایران ۱۳۹۹
فینال جام حذفی فوتبال ایران ۱۳۹۹، رقابتی بود که در سال ۱۳۹۹ بین دو تیم تراکتور و استقلال در ورزشگاه امام رضا، مشهد برگزار شد. این بازی با پیروزی ۳–۲ تراکتور همراه شد و تراکتوری‌ها توانستند برای دومین بار به عنوان قهرمانی جام حذفی برسند.

## تیم‌ها
| تیم     | شهر   | حضور در فینال‌های قبلی (اعداد پررنگ نشان‌دهنده قهرمانی است)             |
| ------- | ----- | --------------------------------------------------------------------- |
| تراکتور | تبریز | ۴ (۱۳۵۵, ۱۳۷۳, ۱۳۹۳, ۱۳۹۶)                                            |
| استقلال | تهران | ۱۱ (۱۳۵۷, ۱۳۶۹, ۱۳۷۵, ۱۳۷۸, ۱۳۷۹, ۱۳۸۱, ۱۳۸۳, ۱۳۸۷, ۱۳۹۱, ۱۳۹۵, ۱۳۹۷) |

## ورزشگاه
در ابتدا قرار بود بازی در ورزشگاه پارس شهر شیراز برگزار شود اما به دلیل آنچه که کیفیت پایین چمن این ورزشگاه نامیده شد برگزاری این مسابقه به مشهد و ورزشگاه امام رضا این شهر منتقل شد.

## اطلاعات بازی
| تراکتور                                                                              | ۳–۲ | استقلال                                            |
| ------------------------------------------------------------------------------------ | --- | -------------------------------------------------- |
| تیموری '۱۲ · خانزاده  ۱۷' · دژاگه  ۳۴' · ایمانی '۳۹  ۴۲' · انصاری '۴۳ · حاج‌صفی '۲+۹۰ |     | ریگی '۴۷ · قایدی  ۵۰' · مطهری  ۷۹' · اسماعیلی  '۸۸ |